# Học viện Chính trị Quốc gia Hồ Chí Minh
Học viện Chính trị Quốc gia Hồ Chí Minh là đơn vị sự nghiệp trực thuộc Ban Chấp hành Trung ương Đảng Cộng sản Việt Nam; là đơn vị tài chính cấp I; là trung tâm quốc gia đào tạo, bồi dưỡng cán bộ lãnh đạo, quản lý chủ chốt, trung, cao cấp, công chức hành chính, công chức trong bộ máy lãnh đạo, quản lý của các đơn vị sự nghiệp công lập, thành viên hội đồng quản trị, tổng giám đốc, phó tổng giám đốc, giám đốc, phó giám đốc doanh nghiệp nhà nước, cán bộ khoa học chính trị và hành chính của Đảng Cộng sản Việt Nam, Nhà nước Việt Nam và các đoàn thể chính trị – xã hội; là trung tâm quốc gia nghiên cứu khoa học Lý luận Marx-Lenin và Tư tưởng Hồ Chí Minh, nghiên cứu đường lối của Đảng và chính sách, pháp luật của Nhà nước, nghiên cứu về các khoa học chính trị.
Học viện Chính trị Quốc gia Hồ Chí Minh có tên giao dịch quốc tế bằng tiếng Anh là: Ho Chi Minh National Academy of Politics (viết tắt là HCMA).

## Tên gọi qua các thời kỳ
- Trường Đảng Trung ương Nguyễn Ái Quốc (1949 - 1962);
- Trường Nguyễn Ái Quốc Trung ương (1962- 1975);
- Trường Đảng Cao cấp Nguyễn Ái Quốc (1975 - 1986);
- Học viện Khoa học Xã hội Nguyễn Ái Quốc, gọi tắt là Học viện Nguyễn Ái Quốc (1986 - 1993);
- Học viện Chính trị Quốc gia Hồ Chí Minh (1993 - 2007);[2]
- Học viện Chính trị - Hành chính quốc gia Hồ Chí Minh (2007 - 2013)
- Học viện Chính trị Quốc gia Hồ Chí Minh (2014 - nay).

## Tổ chức[3]

### Ban Giám đốc:
- Giám đốc: 
  - Giáo sư, Tiến sĩ Nguyễn Xuân Thắng, Ủy viên Bộ Chính trị (khóa XIII) [4], Chủ tịch Hội đồng Lý luận Trung ương, Bí thư Đảng ủy Học viện.
- Phó Giám đốc: 
  - PGS.TS Nguyễn Duy Bắc, Phó Bí thư Đảng ủy, Phó Giám đốc Thường trực Học viện Chính trị Quốc gia Hồ Chí Minh, nguyên Phó Chủ tịch UBND tỉnh Khánh Hòa.[5]
  - PGS.TS Hoàng Phúc Lâm, Phó Bí thư Đảng ủy Học viện Chính trị Quốc gia Hồ Chí Minh.
  - GS.TS Lê Văn Lợi, nguyên Vụ trưởng Vụ Quản lý Khoa học, Học viện Chính trị Quốc gia Hồ Chí Minh.
  - PGS.TS Dương Trung Ý, nguyên Vụ trưởng Vụ Quản lý khoa học, Học viện Chính trị Quốc gia Hồ Chí Minh.

### Các Học viện và phân viện trực thuộc
- Học viện Báo chí và Tuyên truyền.
- Học viện Hành chính và Quản trị công.
- Học viện Chính trị Khu vực I (Miền Bắc). Trụ sở: Quận Thanh Xuân, thành phố Hà Nội.
- Học viện Chính trị Khu vực II (Miền Nam). Trụ sở: Thành phố Hồ Chí Minh.
- Học viện Chính trị khu vực III (Miền Trung). Trụ sở: Thành phố Đà Nẵng.
- Học viện Chính trị khu vực IV (Tây Nam Bộ). Trụ sở: Thành phố Cần Thơ.

### Các Viện nghiên cứu và đơn vị thông tin - xuất bản
- Viện Triết học
- Viện Kinh tế chính trị học
- Viện Chủ nghĩa xã hội khoa học
- Viện Hồ Chí Minh và các lãnh tụ của Đảng
- Viện Lịch sử Đảng
- Viện Xây dựng Đảng
- Viện Kinh tế - Xã hội và Môi trường
- Viện Nhà nước và Pháp luật
- Viện Văn hóa và Phát triển
- Viện Chính trị và Quan hệ quốc tế
- Viện Quyền con người
- Viện Dân tộc và Tôn giáo
- Viện Lãnh đạo học và Hành chính công
- Viện Thông tin khoa học
- Tạp chí Lý luận chính trị
- Nhà xuất bản Lý luận chính trị

(Quyết định số 214-QĐ/TW ngày 28 tháng 12 năm 2024 của Bộ Chính trị về Quy định chức năng, nhiệm vụ, quyền hạn và cơ cấu tổ chức của Học viện Chính trị quốc gia Hồ Chí Minh)

### Văn phòng, Ban và các Vụ
- Vụ Tổ chức - Cán bộ
- Vụ Quản lý đào tạo, bồi dưỡng
- Vụ Quản lý khoa học
- Vụ Các trường chính trị
- Vụ Hợp tác Quốc tế
- Vụ Kế hoạch – Tài chính
- Ban Thanh tra
- Văn phòng Học viện
- Trung tâm Công nghệ và Chuyển đổi số

## Giám đốc qua các thời kỳ
| TT | Họ và tên                    | Thời gian tại nhiệm | Ghi chú |
| -- | ---------------------------- | ------------------- | --- |
| 1  | Lê Văn Lương                 | 1949 - 1956         | Ủy viên Bộ Chính trị, Trưởng ban Tổ chức Trung ương Đảng |
| 2  | Trường Chinh (lần 1)         | 1956 - 1957         | Tổng Bí thư Đảng Cộng sản Việt Nam, Chủ tịch Quốc hội, Chủ tịch Hội đồng Nhà nước                                                                             |
| 3  | Lê Đức Thọ (lần 1)           | 1958 - 1960         | Ủy viên Bộ Chính trị, Bí thư thường trực, Trưởng ban Tổ chức Trung ương Đảng                                                                                  |
| 4  | Trường Chinh (lần 2)         | 1961 - 1966         | Tổng Bí thư Đảng Cộng sản Việt Nam, Chủ tịch Quốc hội, Chủ tịch Hội đồng Nhà nước                                                                             |
| 5  | Lê Đức Thọ (lần 2)           | 1967 - 1968         | Ủy viên Bộ Chính trị, Bí thư thường trực, Trưởng ban Tổ chức Trung ương Đảng                                                                                  |
| 6  | Tố Hữu                       | 1969 - 1979         | Ủy viên Bộ Chính trị, Bí thư Trung ương Đảng, Phó Chủ tịch Hội đồng Bộ trưởng, Trưởng ban Tuyên huấn Trung ương                                               |
| 7  | Chu Huy Mân                  | 1979 - 1980         | Ủy viên Bộ Chính trị, Phó Chủ tịch Hội đồng Nhà nước, Chủ nhiệm Tổng cục Chính trị Quân đội Nhân dân Việt Nam                                                 |
| 8  | Nguyễn Vịnh                  | 1980 - 1982         | Ủy viên Trung ương Đảng, Phó Trưởng ban Tuyên huấn Trung ương                                                                                                 |
| 9  | GS.TS. NGND. Nguyễn Đức Bình | 1982 - 2001         | Ủy viên Bộ Chính trị, Chủ tịch Hội đồng Lý luận Trung ương |
| 10 | PGS.TS.Trần Đình Hoan        | 2001 - 2004         | Ủy viên Bộ Chính trị, Bí thư Trung ương Đảng, Thường trực Ban Bí thư, Trưởng ban Tổ chức Trung ương Đảng                                                      |
| 11 | PGS.TS.NGƯT. Tô Huy Rứa      | 2004 - 2006         | Ủy viên Bộ Chính trị, Bí thư Trung ương Đảng, Trưởng ban Tổ chức Trung ương Đảng, Chủ tịch Hội đồng Lý luận Trung ương, Trưởng ban Tuyên giáo Trung ương Đảng |
| 12 | GS.TS. Lê Hữu Nghĩa          | 2006 - 2011         | Ủy viên Trung ương Đảng, Phó Chủ tịch Hội đồng Lý luận Trung ương                                                                                             |
| 13 | GS.TS. Tạ Ngọc Tấn           | 2011 - 2016         | Ủy viên Trung ương Đảng, Phó Chủ tịch Hội đồng Lý luận Trung ương, Phó Chủ tịch Hội Nhà báo Việt Nam                                                          |
| 14 | GT.TS. Nguyễn Xuân Thắng     | 2016 - nay          | Ủy viên Bộ Chính trị (khóa XIII), Bí thư Trung ương Đảng (khóa XII), Chủ tịch Hội đồng Lý luận Trung ương                                                     |

## Danh hiệu Tôn vinh
- Huân chương Sao vàng
- Huân chương Hồ Chí Minh
- Huân chương Itxala Hạng Nhất của Cộng hòa Dân chủ Nhân dân Lào
- Anh hùng Lao động